# محمد صلاح الدين (ممثل)
محمد صلاح الدين، ممثل مصري.

## عن حياته
ممثل مصري له العديد من الأعمال التلفزيونية.

## من أعماله

### المسلسلات
- الإمام الغزالي
- البوابة الثانية
- هيمه - أيام الضحك والدموع
- اللي اختشوا ماتوا

## روابط خارجية
- محمد صلاح الدين على موقع IMDb (الإنجليزية)
- محمد صلاح الدين على موقع الدهليز
- محمد صلاح الدين على موقع قاعدة بيانات الأفلام العربية